# حمض بيرفلوروأوكتان السلفونيك
حمض بيرفلوروأوكتان السلفونيك (يرمز له اختصاراً PFOS) هو مركب كيميائي عضوي مصطنع ينتمي إلى فئة المواد الفاعلة بالسطح الفلورية.
يعد هذا المركب من الملوثات البيئية الخطيرة، إذ أنه مصنف ضمن القائمة B من الملوثات الصادرة في أيار/مايو 2009 حسب اتفاقية استكهولم بشأن الملوثات العضوية الثابتة.

## الخواص
يحوي المركب على العديد من الروابط بين ذرات الفلور والكربون، بما أن الرابطة C-F هي أقوى رابطة كيميائية في الكيمياء العضوية، لذلك فإن المركب مقاوم للتحلل وهو ملوث عضوي ثابت.
يعد حمض بيرفلوروأوكتان السلفونيك من المواد الفاعلة بالسطح الفلورية التي تعمل على تقليل التوتر السطحي للماء بشكل كبير.
يعد الشكل الحاوي على سلسلة كربونية مستقيمة في البنية الجزيئية هو السائد في الاستعمالات التجارية، لكن الاهتمام ينجذب حالياً نحو المجانسات الأخرى، والتي تبدي خواصاً فيزيائية وكيميائية وسمومية مختلفة.

## التحضير
يحضر حمض بيرفلوروأوكتان السلفونيك من بلمرة رباعي فلورو الإيثيلين بشكل مرحلي، خطوة تلو الأخرى، (تسمى العملية التلمرة Telomerization)، وفي الخطوة الأخيرة تضاف مجموعة السلفونات.

## الاستخدامات
يستخدم حمض بيرفلوروأوكتان السلفونيك بشكل رئيسي كمادة فلورية فاعلة بالسطح ويدخل في تركيب مستحضرات إزالة البقع، ومنها Scotchgard من شركة ثري إم 3M؛ كما يدخل في تركيب رغوات إطفاء الحريق.